# Diaphorus guangdongensis
Diaphorus guangdongensis är en tvåvingeart som beskrevs av Wang 2006. Diaphorus guangdongensis ingår i släktet Diaphorus och familjen styltflugor. Inga underarter finns listade i Catalogue of Life.